# Liste von Karstquellen in Österreich

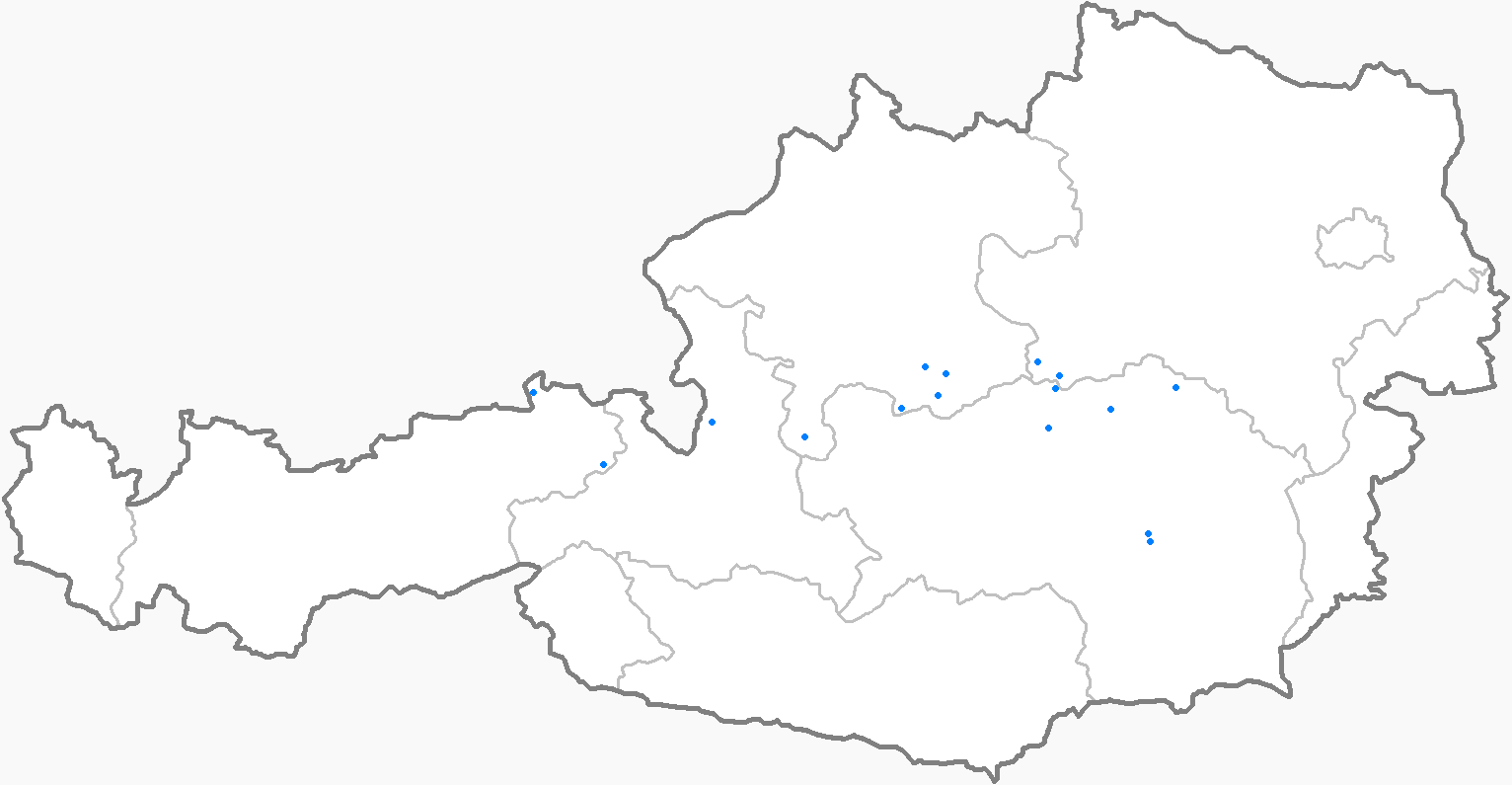
Karstquellen in Österreich

Dies ist eine Liste von Karstquellen in Österreich. Sie enthält eine Auswahl von Karstquellen, die in Österreich liegen.

## Liste von Karstquellen

### Hinweise
- Die Schüttungswerte können abweichen, wenn der Herausgeber der Daten lediglich den Durchschnittswert von MNQ und MHQ errechnete. Die mittlere Schüttung liegt deutlich darunter. Falsche Zahlen können auch durch Angeben des MHQ als MQ entstehen.
- Eine umfangreiche Liste von Karstquellen außerhalb Österreichs ist in der Liste  von  Karstquellen aufgeführt.

### Die Liste
| Anfangsbuchstabe der Quelle: A B G H K P R S T U W |

| Bild | Name                                | Mittlere Schüttung (l/s) | Ort                     | Bundesland (Bezirk)                     | Flusssystem | Lage |
| ---- | ----------------------------------- | ------------------------ | ----------------------- | --------------------------------------- | ----------- | ---- |
|      | Andritz-Ursprung                    | 210                      | Stattegg                | Steiermark (Graz-Umgebung)              | Donau       | ⊙    |
|      | Blaue Quelle                        | 751                      | Erl                     | Tirol (Kufstein)                        | Donau       | ⊙    |
|      | Karstquelle am Gollinger Wasserfall | 1261                     | Golling an der Salzach  | Salzburg (Hallein)                      | Donau       | ⊙    |
|      | Großeggerquelle                     |                          | Göstling an der Ybbs    | Niederösterreich (Scheibbs)             | Donau       | ⊙    |
|      | Hammerbachquelle                    | 187                      | Peggau                  | Steiermark (Graz-Umgebung)              | Donau       | ⊙    |
|      | Brunnwaller Kaskadenfall            | 50-275                   | Mixnitz                 | Steiermark (Bruck-Mürzzuschlag)         | Donau       | ⊙    |
|      | Kläfferquelle                       | 4790                     | Weichselboden           | Steiermark (Bruck-Mürzzuschlag)         | Donau       | ⊙    |
|      | Palfauer Wasserloch                 | 2000                     | Palfau                  | Steiermark (Liezen)                     | Donau       | ⊙    |
|      | Pießling-Ursprung                   | 2200                     | Roßleithen              | Oberösterreich (Kirchdorf an der Krems) | Donau       | ⊙    |
|      | Pöllauer Ursprung                   |                          | St. Marein bei Neumarkt | Steiermark (Murau)                      | Donau       | ⊙    |
|      | Rettenbachquelle                    | 1100                     | Roßleithen              | Oberösterreich (Kirchdorf an der Krems) | Donau       | ⊙    |
|      | Sagtümpel                           | 340                      | Bad Mitterndorf         | Steiermark (Liezen)                     | Donau       | ⊙    |
|      | Schmelzbachquelle                   | 81                       | Peggau                  | Steiermark (Graz-Umgebung)              | Donau       | ⊙    |
|      | Schreiende Brunnen                  | 76                       | Fieberbrunn             | Tirol (Kitzbühel)                       | Donau       | ⊙    |
|      | Steinbachquelle                     | 451                      | Hollenstein an der Ybbs | Niederösterreich (Amstetten)            | Donau       | ⊙    |
|      | Steyrursprung                       |                          | Hinterstoder            | Oberösterreich (Kirchdorf an der Krems) | Donau       | ⊙    |
|      | Teufelskirche                       | 1060                     | Sankt Pankraz           | Oberösterreich (Kirchdorf an der Krems) | Donau       | ⊙    |
|      | Totes Weib                          |                          | Mürzsteg                | Steiermark (Bruck-Mürzzuschlag)         | Donau       | ⊙    |
|      | Ursprungsquelle                     | 120                      | Zeutschach              | Steiermark (Murau)                      | Donau       | ⊙    |
|      | Waldbachursprung                    | 3100                     | Hallstatt               | Oberösterreich (Gmunden)                | Donau       | ⊙    |
|      | Wassermannsloch                     | 520                      | Hieflau                 | Steiermark (Leoben)                     | Donau       | ⊙    |